# 도도솔솔라라솔
《도도솔솔라라솔》은 2020년 10월 7일부터 2020년 11월 26일까지 방영된 KBS 2TV 수목 드라마이다. 해당 작품의 외주 제작사인 몬스터유니온의 KBS 2TV 외주 제작 월화·수목드라마가 그 동안 다른 회사와 외주 제작한 것과 달리 해당 작품은 몬스터유니온 단독 제작이었다.

## 기획 의도
에너제틱 피아니스트 구라라와 알바력 만렙 선우준의 반짝반짝 로맨틱 코미디

## 방송 시간
| 방송 채널 | 방송 기간                                       | 방송 시간                           | 방송 분량                                      |
| --------- | ----------------------------------------------- | ----------------------------------- | ---------------------------------------------- |
| KBS 2TV   | 2020년 10월 7일 ~ 11월 26일 [1회~16회] (본방송) | 매주 수요일, 목요일 밤 9:30 ~ 10:40 | 1시간 10분 (1회당 1부 40분, 2부 30분 분할방송) |

## 등장 인물
- (†) 표시는 드라마 상에서 최종적으로 사망한 인물이다.

### 주요 인물
- 고아라 : 구라라 역 - 철딱서니 없는 날라리 피아니스트, 아니, 그냥 피아노전공자. 만수의 외동딸 → 라라랜드피아노학원 원장.
- 이재욱 : 선우준 역 - 알바력 만렙, 미스터리 자유영혼. 훈훈한 아우라. 시크한 표정. 타인과 거리를 두려는 무뚝뚝함. 거칠고 외로운 수사자 같은 남자.
- 김주헌 : 차은석 역 - 번아웃 증후군이 찾아온 정형외과 전문의, 이혼남. 한때 피아노 수재. (번아웃 증후군: 의욕적으로 일에 몰두하던 사람이 극도의 신체적·정신적 피로감을 호소하며 무기력해지는 현상). 신뢰를 주는 목소리. 반듯한 외모. 사람들에게 안정감을 주는 남자.
- 예지원 : 진숙경 역 - 하영의 엄마, '진헤어' 원장
- 이순재 : 김만복 역 - 폐지 줍는 의문의 할아버지
- 신은수 : 진하영 역 - 숙경의 딸

### 구라라 주변인물
- 문희경 : 공미숙 역 - 라라의 어린 시절부터 대학 시절까지 열과 성의를 다해 분노하며 라라를 사사한 교수
- 문태유 : 방정남 역 - 은석의 의과 대학 후배.
- 김주연 : 김시아 역 - 친구라고 하기엔 뭔가 부족한 라라의 대학 동기. 선우준의 절친이었던 김지훈의 누나

### 선우준 주변인물
- 서이숙 : 조윤실 역 - 준의 어머니. 깐깐하고 독해 보이는 인상, 뭐든 돈 봉투로 해결하려는... 마음보다 돈이 앞서는 사람. 그래도 귀하게 얻은 아들에 대한 마음 만은 여느 부모와 다르지 않다. 단지 무엇에 우선순위를 뒀는 지가 그녀의 태도를 정할 뿐.
- 최광일 : 선우명 역 - 준의 아버지.

### 라라 코스메틱
- 안내상 : 문 비서 역 - 만수의 심복, 라라 코스메틱의 흥망성쇠를 함께한 인물이다. 문비서는 과연 어디서 어떻게 지내고 있을까.

### 그 외 인물
- 전수경 : 임자경 역 - 정남의 어머니, 만수의 사돈 및 라라의 시어머니가 될 뻔했던 여사. 의사 아들의 혼사로 집안의 경제를 한 단계 업그레이드하고 싶은 욕망의 여인이다.
- 이선희 : 예서 엄마 역 - 이꿈모의 멤버. 공부 잘하는 예서 덕에 어깨 쫙 펴고 다닌다. 딸이 자신을 무시하며 시녀 부리듯 할 때는 무척 서운해 하는 듯
- 송민재 : 신재민 역 - 절대 음감을 가진 피아노 천재
- 최광제 : 추민수 역 - 일명 추실장. 준을 쫓는 의문의 남자, 누구나 보면 피하고 싶을 만큼 무서운 얼굴을 하고 있다.
- 이서안 : 오영주 역 - 은석의 전 처, 부잣집 딸. 사람 차은석이 아닌 의사 차은석과 결혼한 여자.
- 이시우 : 김지훈 역 - 선우준의 절친이자 구라라의 1호 팬
- 윤종빈 : 이승기 역 - 진하영의 학교 남사친. 핸드폰으로 일상 브이로그를 찍는 게 취미
- 박성연 : 승기 엄마 역 - 이꿈모의 브레인으로서 활약 중. 남편과 늘 먹는 걸로 다툼
- 강형석 : 안중호 역 - 구라라의 스토커
- 정연 : 미란 역 - 이꿈모의 멤버. 은포 패밀리의 소식통을 담당
- 권은빈 : 정가영 역 - 준과 지훈의 학교 친구

### 특별 출연
- 엄효섭 : 구만수 역 † - 라라의 아버지, 중소기업 라라 코스메틱 사장, 라라의 결혼식 당일 심장마비로 쓰러져 사망하게 되는 비운의 남자. (1회)
- 원미원 : 심순자 역 - 김만복의 아내

## 수상
- 2020 KBS연기대상 미니시리즈 여자 조연상 예지원
- 2020 KBS연기대상 미니시리즈 남자 우수상 이재욱

## 시청률
최저 시청률과 최고 시청률은 시청률 조사회사와 지역별로 시청률에 차이가 있을 수 있습니다.
| 2020년      | 2020년      | 2020년         | 2020년             | 2020년             | 2020년 |
| 회차        | 방송일      | TNmS 시청률    | 닐슨 코리아 시청률 | 닐슨 코리아 시청률 |        |
| 회차        | 방송일      | 대한민국(전국) | 대한민국(전국)     | 서울(수도권)       |        |
| ----------- | ----------- | -------------- | ------------------ | ------------------ | ------ |
| 제1회       | 10월 7일    | %              | 1.9%               | %                  |        |
| 제1회       | 10월 7일    | %              | 2.6%               | %                  |        |
| 제2회       | 10월 8일    | %              | 2.8%               | %                  |        |
| 제2회       | 10월 8일    | %              | 2.6%               | %                  |        |
| 제3회       | 10월 14일   | %              | 2.1%               | %                  |        |
| 제3회       | 10월 14일   | %              | 2.9%               | %                  |        |
| 제4회       | 10월 15일   | %              | 2.4%               | %                  |        |
| 제4회       | 10월 15일   | %              | 2.8%               | %                  |        |
| 제5회       | 10월 21일   | %              | 2.3%               | %                  |        |
| 제5회       | 10월 21일   | %              | 2.7%               | %                  |        |
| 제6회       | 10월 22일   | %              | 2.1%               | %                  |        |
| 제6회       | 10월 22일   | %              | 3.0%               | %                  |        |
| 제7회       | 10월 28일   | %              | 2.3%               | %                  |        |
| 제7회       | 10월 28일   | %              | 3.2%               | %                  |        |
| 제8회       | 10월 29일   | %              | 2.5%               | %                  |        |
| 제8회       | 10월 29일   | %              | 3.5%               | %                  |        |
| 제9회       | 11월 4일    | %              | 3.2%               | %                  |        |
| 제9회       | 11월 4일    | %              | 3.6%               | %                  |        |
| 제10회      | 11월 5일    | %              | 2.8%               | %                  |        |
| 제10회      | 11월 5일    | %              | 2.9%               | %                  |        |
| 제11회      | 11월 11일   | %              | 2.8%               | %                  |        |
| 제11회      | 11월 11일   | %              | 3.5%               | %                  |        |
| 제12회      | 11월 12일   | %              | 3.5%               | %                  |        |
| 제12회      | 11월 12일   | %              | 4.2%               | %                  |        |
| 제13회      | 11월 18일   | %              | 2.8%               | %                  |        |
| 제13회      | 11월 18일   | %              | 3.7%               | %                  |        |
| 제14회      | 11월 19일   | %              | 3.1%               | %                  |        |
| 제14회      | 11월 19일   | %              | 3.8%               | %                  |        |
| 제15회      | 11월 25일   | %              | 3.2%               | %                  |        |
| 제15회      | 11월 25일   | %              | 3.5%               | %                  |        |
| 제16회      | 11월 26일   | %              | 3.4%               | %                  |        |
| 제16회      | 11월 26일   | %              | 4.1%               | %                  |        |
| 평균 시청률 | 평균 시청률 | %              | 3.0%               | %                  |        |

## 편성 변경
- 2020년 11월 5일 : KBS 스포츠 2020년 KBO 리그 준플레이오프 2차전 두산 베어스 VS LG 트윈스 중계방송 편성 관계로, 밤 10시 30분으로 편성 변경. (10회)

## 참고 사항
- 배우 허동원이 코로나19에 확진 판정을 받으면서 이 드라마의 첫방송 날짜가 향후 논의로 변경됨과 동시에 8월 말 열릴 예정이었던 도도솔솔라라솔 제작발표회가 연기되었다.
- 본방송 시점이 당초 2020년 8월 26일에 첫 방송할 예정이었지만, 코로나19 재확산 여파 문제 등에 기인하여, 편성 공백을 메우기 위해, '특선다큐 일곱 개의 대륙, 하나의 지구'를 비롯한 '다시 보는 동백꽃 필 무렵' 등 특집 프로그램이 대체 편성하여, 2020년 10월 7일부터 방영을 개시하였다.
- 당초 추민수 역을 맡을 예정이었던 배우 허동원이 결국, KBS 2TV 수목드라마《도도솔솔라라솔》에서 하차를 결정, 그 대신 《미스 마 - 복수의 여신》에서 고말구 역과, 《수상한 장모》에서 왕수진(김혜선 분)을 누님이라 칭하며, 강치수(장두이 분)를 모셨던 최연호 역을 맡아왔던 배우 최광제가 배우 허동원 대신 출연을 대타로 출연을 결정하였다.

## 동시간대 경쟁 프로그램
- MBC 수목 드라마 《나를 사랑한 스파이》 (2020년 10월 21일 ~ 2020년 12월 17일)

## 같이 보기
- 대한민국의 텔레비전 드라마 목록 (ㄷ)
- 2020년 대한민국의 텔레비전 드라마 목록